# シムアント
『シムアント』 (SimAnt) は、1991年にアメリカ合衆国のマクシスから発売された生態系シミュレーションゲームである。
タイトルの通り、アリの生態をシミュレートするゲームであり、黒アリを増やして巣のある家の住人を追い出す事を目的としている。都市経営シミュレーション『シムシティ』（1989年）に代表される『シムシリーズ』の作品の一つである。
開発はマクシスが行い、プロデューサーは『シムシティ2000』（1993年）を手掛けたドン・ウォルターズ、ゲームデザインおよびMacintosh版プログラムは『SimLife』（1992年）を手掛けたジャスティン・マコーミックおよび『バンゲリングベイ』（1984年）や『シムシティ』を手掛けたウィル・ライトが担当している。
1991年にMacintoshおよびPC/AT互換機、Windows 3.x版がリリースされ、1992年にAmiga版がリリースされた。日本語版はMacintosh用ソフトとして販売され、後にPC/AT互換機用としても移植されている。日本国内ではFM-TOWNS、PC-9801、X68000などのパソコン各機種に移植された他、家庭用ゲーム機では、イマジニアがマクシス社より日本におけるスーパーファミコン版『シムアント』の独占販売権を獲得し、1993年2月26日に発売された。

## 概要
プレイヤーは味方勢力の黒アリの一員である黄色アリとなり、巣の拡張、餌の調達、卵・幼虫の世話を行うことにより黒アリを増やし、敵勢力である赤アリを殲滅し、最終的に巣のある家の住人を家から追い出すことを目標としている。またスーパーファミコン版にはパソコン版とほぼ同じである「オリジナルゲームモード」のほかに「シナリオゲームモード」が存在する。そちらは赤アリの殲滅のみを目的とし、様々な季節・場所に分かれた8つのステージを順にプレイしていくというものである。
ゲーム中の表現（特に黄色アリが死亡した時に出るコメントやグラフィック、サウンド）は非常にリアルに描かれている。これはスーパーファミコン版よりもPC版のほうが顕著である。
このゲームはエドワード・オズボーン・ウィルソンとバート・ヘルドブラーの著書『The Ants』に触発されて開発された。マニュアルやゲーム内には現実のアリの種類や生態についての資料集があり、教材としての一面も持っている。

## ゲーム内容

### システム
黄色アリと女王アリには体力ゲージが存在し、時間経過と共に体力が減少し、最後には餓死する。回復させるには餌を食べるか、味方のアリから餌を分けてもらう。餓死のほかにも、マップ上にはクモやアリジゴクが存在し、接触すると捕食され死亡する。また、マップ上を人間や芝刈り機が通過することがあり、人間に踏み潰されたり、芝刈り機に巻き込まれたりして死亡することがある。スーパーファミコン版のシナリオモードでは面により猫や自転車などが登場し、アリが踏み潰されることがある。
敵勢力である赤アリに接触すると、戦闘に入る。黄色アリは戦闘には弱く、高い確率で死亡するが、勝利すれば当然生き残ることはできる。なお、スーパーファミコン版の「オリジナルゲームモード」とパソコン版では黄色アリは何度死亡しても新しいアリとして生き返ることができるが、スーパーファミコン版の「シナリオゲームモード」では、生き返ることができる回数が決まっており、それ以上死亡するとゲームオーバーとなる。黄アリは復活する際に働きアリと兵隊アリ、羽アリのどれになるかを選択できる。働きアリは最も弱いが卵を運搬することが可能。兵隊アリは卵を運搬することができないが戦闘に強い。羽アリは働きアリよりは強いが兵隊アリより弱く、何も運搬できない。
ゲーム開始直後、味方勢力はプレーヤーの操作する黄色アリと黒アリの女王アリのみでスタートするため、餌の調達などの作業をプレーヤーが行わなければならないが、ある程度黒アリが増殖すると、黄色アリ周辺に黒アリを集合させることにより、餌のあるところまで誘導し、大量の餌を巣に持ち帰ることができる。また、アリは餌を持つと匂いとして道筋をつけるため、他のアリは自動でその匂いをたどって餌のところまで移動し、餌を巣へ持ち帰ることを繰り返す。餌は地上マップ上に一定時間間隔でランダムで発生するが、それ以外にもイモムシやクモを黒アリの集団で取り囲むことで倒し、餌として巣に持ち帰ることができる。黒アリの行動は黄色アリが誘導するほかにも、行動コントロールパネルにより卵の世話・巣の拡張・餌の運搬の作業をどの割合で行うかを設定することである程度制御することができる。
黒アリがマップ上の大半を占めるまで増殖すると、赤アリは餌を確保できずに女王アリが死亡するが、それを待たずとも、黄色アリが黒アリを集合させ、赤アリの巣に大群で押し寄せることで、巣の最奥部にいる赤の女王アリを殺すことができる。

### 匂い
アリは地表に匂いを付けることで仲間のアリに何らかの行動を促す。匂いは時間経過や雨によって洗い流される。
巣マーカー
巣を出入りするアリが付ける。巣に帰るアリの道標となる。
軌跡マーカー
食料を見つけたアリが付ける。食料を調達するアリの道標となる。
警告香
戦闘したアリが付ける。巣を防衛するアリの警戒を促す。

## 登場キャラクター

### アリ
- 働きアリは万能型のアリで、食料の調達、巣の拡張、未成熟アリの看護、物の運搬が可能。戦闘には弱い。体力が減りにくく、長時間行動可能。
- 兵隊アリは戦闘に強いアリで、食料の調達、巣の拡張、物の運搬も可能。未成熟アリの看護はできない。体力の減少が早く、食料を多く必要とする。
- 女王アリは各コロニーに一匹のみおり、産卵をおこなう。コロニー存続の要となる。
- 生殖アリ（羽アリ）は羽の生えたアリで、数が増えると結婚飛行（交尾）をおこない、新しい女王アリとなって他の区画へコロニーを増やす。既存のコロニーでの産卵はしない。戦闘能力は働きアリより少し高いが兵隊アリよりは弱い。食料の調達、巣の拡張、未成熟アリの看護、物の運搬はできない。
- 未成熟アリ（卵・幼虫・さなぎ）は成虫以前のアリ。自分で動くことはできず、看護を必要とする。敵対するアリに捕らえられると食料にされる。
- 黄色アリはプレイヤーが操作する黒アリ。他の黒アリを召集・解放できる。食料のある場所へ召集して解放することで黒アリに一斉に食料を持ち帰らせることができる。敵の巣穴に召集して敵を攻撃させることもできる。
- 赤アリのターミネーターは赤アリにおける黄色アリの役割を持つ。常に一匹のみいる。

### アリ以外の生き物
- クモは地表を歩き回り、アリを捕食する。多数のアリの集団で襲って追い払うことができるほか、取り囲んで殺すと食料になる。いなくなった場合、しばらくすると再登場する。稀にレーザーでアリを殺す個体が登場する[2][3]。
- アリジゴクは地表に点在し、通りかかったアリを捕食する。多数のアリで取り囲むことで殺すことができる。殺しても食料には変わらない。
- ダンゴムシは地表を歩き回る。アリに危害を加えることはないが、ダンゴムシのいる場所はアリが通れない。殺すことはできない。
- イモムシは地表を歩き回る。イモムシのいる場所はアリが通れない。多数のアリで取り囲んで殺すと食料に変えられる。

## リリース

### 一覧
| No. | タイトル                          | 発売日               | 対応機種                       | 開発元               | 発売元                     | メディア                          | 型式               | 備考 |
| --- | --------------------------------- | -------------------- | ------------------------------ | -------------------- | -------------------------- | --------------------------------- | ------------------ | ---- |
| 1   | SimAnt: The Electronic Ant Colony | 1991年               | Classic Mac OS DOS Windows 3.x | マクシス             | マクシス                   | フロッピーディスク                | -                  |      |
| 2   | SimAnt: The Electronic Ant Colony | 1992年               | Amiga                          | マクシス             | マクシス en:Ocean Software | フロッピーディスク                | -                  |      |
| 3   | シムアント                        | 1993年2月1日         | FM-TOWNS                       | マクシス             | イマジニア                 | CD-ROM                            | -                  |      |
| 4   | シムアント                        | 1993年2月19日        | PC-9801                        | マクシス             | イマジニア                 | フロッピーディスク                | -                  |      |
| 5   | シムアント                        | 1993年2月26日        | X68000                         | マクシス             | イマジニア                 | フロッピーディスク                | -                  |      |
| 6   | シムアント                        | 1993年2月26日 1993年 | スーパーファミコン             | トムキャットシステム | イマジニア マクシス        | 8メガビット+64キロRAMロムカセット | SHVC-AN SNS-AN-USA |      |

### スーパーファミコン版
先述のようにスーパーファミコン版には「オリジナルゲームモード」のほかに「シナリオゲームモード」が存在する。
シナリオゲームモードは以下の8つのシナリオからなっており、順番にクリアしないと次のステージに進むことができない。8つのシナリオはそれぞれ情景や登場する障害物などが異なっている。シナリオゲームでは赤アリの女王アリを殺せば赤アリが残っていてもクリアとなる。
1. 春 こうえん（すなば） - 公園の砂場。赤アリ以外の敵は登場しない。
2. 春 かだん - パンジーなどが咲く春の花壇。赤アリ以外の敵は登場しないが、大きな花壇があるため動ける範囲が狭い。
3. つゆ 家の庭 - アジサイが咲く梅雨時の家の庭。しばしば雨が降る。アリジゴクがアリを捕食するほか、カタツムリが通り、匂いを消す。
4. つゆ へやの中（いえのなか） - 家の中。雨は降らないが、クモが登場するほか、ときどき猫が駆け回り、進路上のアリを踏み潰す。
5. 夏 どうろ - 真夏の道路上。暑さのため体力の低下が早い。ときどき自転車が通過し、進路上のアリを踏み潰す。
6. 夏 かわら - 夏の河原。川の水がせり出している上に石やゴミが散乱しているため動ける範囲が狭い。
7. なつのおわり じんじゃ - 夏の終わりの夜の神社。ときどき子供がめんこを地面に落とし、めんこの下敷きになったアリは潰される。
8. 秋 もりのなか（おちば） - 秋の森の中。大量のエサがある。

## スタッフ
オリジナル版（Macintosh、IBM、Amiga版）
- コンセプト&デザイン：ウィル・ライト、ジャスティン・マコーミック
- Macintoshプログラミング：ウィル・ライト、ジャスティン・マコーミック、ミック・フォーリー
- IBMプログラミング：ダニエル・ゴールドマン
- Amigaプログラミング：ブライアン・コンラッド
- プロジェクト・マネージャー：ドン・ウォルターズ
- Macintoshコンピュータグラフィックス：ジェニー・マーティン、スーザン・グリーン
- Amiga&IBMコンピュータグラフィックス：スーザン・グリーン、ジェニー・マーティン、マフィー・ヴァサレ、マット・サルコーニ
- アリ情報ウィンドウグラフィックス：ジェフ・ラフリッジ
- Macintoshサウンド：スティーヴ・ヘールズ、ジム・ニッチェルズ
- IBMサウンド：Lars Norpchen
- 効果音&音楽：マシュー・ベラルド、スティーヴ・ヘールズ、ジャック・ソートン、クリス・シャルト

スーパーファミコン版
- プログラマー：大久保良一、よしだたく
- サウンド・プログラマー：三村和成
- 音楽：大久保高嶺
- グラフィック・デザイン：かさはらけん、やまぎしさとし、ながしままさと、小森谷勇一郎、なかまることみ

## 評価
パソコン版
1992年にアメリカ合衆国のゲーム誌『Dragon』178号の「The Role of Computers」のコーナーでハートレー・パトシリカ、カーク・レッサーによってレビューされた。レビュアーは5/5の星を与えた。Computer Gaming Worldは「単調ではない斬新で挑発的な戦略シミュレーションを求めているプレイヤーはシムアントで思いがけないものを見つけるだろう」と述べ、刺激的で楽しいゲームだとした。
スーパーファミコン版
- 日本のゲーム誌において、『ファミコン通信』の「クロスレビュー」では、7・7・8・7の合計29点（満40点）[9]、『ファミリーコンピュータMagazine』の読者投票による「ゲーム通信簿」での評価は以下の通りとなっており、19.40点（満30点）となっている[4]。この得点はスーパーファミコン全ソフトの中で233位（323本中、1993年時点）となっている[4]。

| 項目 | キャラクタ | 音楽 | 操作性 | 熱中度 | お買得度 | オリジナリティ | 総合  |
| 得点 | 3.44       | 2.98 | 3.17   | 3.43   | 2.83     | 3.56           | 19.40 |

- 日本のゲーム誌『Theスーパーファミコン』の「ザ・テストプレイ」では総合評価65点（100点満点）[11]。レビュアーはプレイヤーがアリなのが一風変わっていて面白いく自由研究のようで懐かしさと面白さがそれぞれ半々感じられる、舞台の家の庭先や散らかった部屋で親しみのあるBGMで雰囲気を楽しめる、マニュアルがなくても構わないトレーニングモードが親切とした一方でPC版のマルチウィンドウが移植されていないためSFC版の方式に慣れればいいが不便でとっつきにくさが増加している、難易度についてPC版よりずっと親しみやすくなっていて気軽に楽しめるとした者と自由研究のように適当に観察すればいいわけではなく結構難しいとする者で分かれた[11]。

- アメリカ合衆国のゲーム誌『GamePro』は「シムアントはシミュレーション、戦略、冒険が楽しく組み合わさっている」と述べ、「今年の教育的ゲーム」だと名付けた[14]。